# Чарльз Мюррей (політолог)
Чарльз Алан Мюррей (англ. Charles Alan Murray) (нар. 8 січня 1943)  — американський політолог, автор, коментатор і експерт.
В 40 років він став відомим, завдяки своїй роботі Losing Ground: American Social Policy 1950–1980, яка була написана в 1984 році. В цій книзі обговорювалася система соціального забезпечення США. Також відомою є його спірна книга The Bell Curve, написана з Richard Herrnstein в 1994 році, в якій говорилося що інтелект є найкращим показником багатьох факторів, в тому числі фінансових доходів, продуктивності праці. Чарльз Мюррей написав багато книг на тему ‘’Що значить бути Лібералом’’, зокрема такі твори: A Personal Interpretation (1996), Human Accomplishment: The Pursuit of Excellence in the Arts and Sciences, A Plan to Replace the Welfare State (2006), також писав про тогочасну освіту: Four Simple Truths for Bringing America's Schools Back to Reality in 2008.
Статті Мюррея публікувались в журналах Commentary, The New Criterion, The Weekly Standard, Вашингтон Пост, Уолл-стріт джорнел, і Нью-Йорк Таймс. В даний час він науковий співробітник Американського Інституту Підприємництва у Вашингтоні, округ Колумбія.

## Раннє життя та освіта
Мюррей — шотландсько-ірландського походження, народився в місті Ньютон, штат Айова, він був республіканцем. Чарльз є сином Frances B. (уроджена Patrick) та Alan B. Murray, директор Maytag Company. Він належав до так званої інтелектуальної молоді, любив читати книги, був жартівником. Бувши підлітком, він грав в більярд в клубах для малолітніх злочинців, а один раз спалили разом з товаришами хрест поруч з поліційною дільницею.
Мюррей позитивно ставився до розробленої програми тестів SAT, адже «Ще в 1961 році, цей тест допоміг вступити в Гарвард з маленького містечка штату Айова, даючи мені можливість показати, що я міг би конкурувати з учнями з Ексетера і Ендовері», пише Мюррей. Однак, в опублікованій в Нью-Йорк Таймс, 8 березня 2012 року, статті, Мюррей запропонував виключити тест SAT для вступу в коледж, зазначивши, що SAT «став символом нового вищого класу привілеїв, бо люди кажуть, що високі бали купуються коштом приватних шкіл і різноманітних, недешевих програм підготовки до іспитів».
Мюррей отримав ступінь бакалавра в галузі історії в Гарварді в 1965 році й докторський ступінь в галузі політології з Массачусетського технологічного інституту в 1974 році.

## Корпус миру (волонтерська програма)
В 1965 р. Мюррей відправився в Корпус Миру в Таїланд, де перебував 6 років. На початку свого перебування за кордоном Мюррей мав роман зі своїм тайсько-буддійським інструктором. Suchart Dej-Udom дочка багатого тайського бізнесмена, яка ''народилася з однією рукою і досить гострим розумом''. Згодом Мюррей запропонував їй одружитися, надіславши їй повідомлення, і їхній шлюб відбувся на наступний рік. ''Я одружився з однорукою буддисткою'', — сказав він.
Також йому дуже сильно подобалась Азія. ''Двоє з моїх дітей наполовину азійці. Я завжди думав, що китайські та японські цивілізації являли собою вершину людського досягнення в певних областях" — говорив Мюррей.
''По суті, більшість з того, що ви читаєте в моїх книгах, я вивчав в тайських селах'', він продовжував, '' перебуваючи в селах я був вражений невідповідністю між тим, що думали в Бангкоку, що потрібно для села, і між тим, що жителі села хотіли від уряду.''
Свою роботу в Корпусі Миру і подальше соціальне дослідження для фірм, пов'язаних з урядом США, в якому він виступав також проти бюрократичного втручання в життя тайських жителів, він використав для захисту докторської дисертації в галузі політології в Массачусетському технологічному інституті.

## Розлучення і новий шлюб
Шлюб Чарльза Мюррея з Suchart Dej-Udom був нещасним протягом багатьох років. І після чотирнадцяти років шлюбу Мюррей розлучився з Dej-Udom. Три роки потому він одружився з Кетрін Блай Кокс (1949 р.,н., Ньютон, штат Айова), викладач англійської літератури в університеті Рутгерса. Кетрін була шокована, коли побачила його консервативний погляд на життя. Вона дуже сумнівалася в ньому, і довгий час не могла з цим змиритись.
Мюррей має чотирьох дітей, по двох від кожної дружини, і тісно спілкується з двома сім'ями.
Мюррей також підтримує одностатевий шлюб.

## Дослідження
Мюррей почав дослідницьку роботу в Американському інституті Наукових Досліджень (American Institutes for Research, AIR), одній з найбільших приватних науково-дослідних організацій в області соціальних наук. З 1974 по 1981 рік, він працював в AIR і зрештою стає керівником політологів. З 1981 по 1990 рік працює у Манхеттенському інституті, де пише свою книгу Losing Ground, яка значно вплинула на проведення реформ в 1996 році в Сполучених Штатах Америки.
У березні 2009 року він отримав вищу нагороду АЕІ — премію Irving Kristol Award.

## The Bell Curve
Bell Curve: Структура інтелекту в американському житті (1994) є спірним бестселером, який Чарльз Мюррей написав з професором Гарвардського університету Richard J. Herrnstein. Його головна думка в тому, що інтелект є провідником багатьох факторів, в тому числі фінансових доходів, продуктивності праці, вагітності неодружених, а також злочинів. Крім того, в книзі стверджується, що люди з високим інтелектом є відокремлені від загального населення, а саме від тих, які мають середній і нижчий рівень інтелекту, і що це небезпечна соціальна тенденція. Мюррей казав: ''Я був зацікавлений вивченням інтелекту людей і вирішив про це написати книгу''. Пізніше Мюррей дізнався, що Richard J. Herrnstein теж був зацікавлений цією темою, і Мюррей вирішив приєднатись до нього, і разом вони написали цю книгу.

## Відмінності людських груп
Погляд Мюррея на відмінності людських груп був найбільш спірним.
У статті опублікованій в 2005 році під назвою ''Де жіночий Айнштайн?'', Мюррей заявив, що ''жінки не були настільки відомими як у філософії (на відміну від чоловіків), так і в точних науках, а саме в математиці". Мюррей казав, що число великих жінок-математиків становить два (Еммі Нетер, і Софія Ковалевська). У 2014 році він додав: ''Я буду дотримуватись цього, до тих пір поки хтось мені не докаже зворотнє''.